# More Than Words
«More Than Words» — песня рок-группы Extreme, пятая композиция и третий сингл с альбома Pornograffitti 1990 года. Песня отличается по стилю от фанк-метала, характерного для Extreme, и представляет собой акустическую балладу в исполнении Гэри Чероне под аккомпанемент Нуно Беттанкура.

## Содержание
Эта песня — баллада, в которой исполнитель хочет, чтобы его любимый человек доказал свою любовь чем-то большим, нежели просто фразой «Я люблю тебя». Беттанкур назвал песню предупреждением о том, что фраза может потерять смысл: «Люди используют её так легко, что думают, что вы можете сказать это и всё исправить, или вы можете сказать это и всё будет в порядке. Иногда вам нужно сделать больше и продемонстрировать это, ведь есть и другие способы сказать „Я люблю тебя“». «Эта песня дала нам свободу, возможность выпустить запись, которую мы действительно хотели сделать, когда мы приступили к работе над третьей пластинкой» — сказал Чероне в интервью на радиостанции. «Да, она позволила нам давать огромные концертные туры по США и по всему миру. Но когда девяностые прошли, мы начали всерьёз обижаться на песню. Для всех мы были „ребятами, что написали More Than Words“. Нам не нравилось, как из-за этой песни воспринималась вся группа. Я помню, как мы гастролировали с Aerosmith в Польше… Именно тогда мы решили, что не будем играть песню. Мы просто не сыграли её. Через пару дней Стивен Тайлер написал большими буквами на дверях нашей гримёрной: „Играйте эту чёртову песню!“ Его отношение было почти отеческим. Он сказал: „Смотрите, вы в Польше впервые. Как вы думаете, когда вы вернётесь сюда опять? Они хотят услышать эту песню, так что играйте!“».

## Отзывы и критика
Редактор AllMusic Уильям Рульманн назвал песню «акустической балладой». Кира Л. Биллик из Associated Press также описала её как «сладкую, чистую акустическую балладу … в которой поётся о том, что слова „Я люблю тебя“ теряют смысл». Она также назвала «More Than Words» «нетрадиционной песней о любви». Ларри Флик из Billboard написал, что эта «нежная, редкая рок-баллада о любви доказывает, что иногда меньше — это на самом деле больше. В центре внимания находятся поразительные вокальные гармонии группы, а также её завораживающая акустическая гитара». Шон МакКарти из Daily Vault сказал, что это «красивый, минималистический акустический номер, который сделал группу огромной», и добавил, что такую песню будут продолжать транслировать на радио. Кирстен Фрикл из El Paisano назвала её «акустической балладой, которая настолько красива, что волосы встают дыбом». Music & Media назвали песню «успокаивающим музыкальным произведением, которое хорошо спродюсировано Михаэлем Вагенером; оно показывает группу под совершенно другим углом; и надо сказать, они очень хорошо справились с этой балладой». Кэрри Борзилло из Record-Journal назвала её песней в стиле Everly Brothers. Марк Эндрюс из Smash Hits сказал, что от песни «глаза на мокром месте». Том Нордли из Spin также обратил внимание, что «More Than Words» — это любовная баллада, которая звучит как Everly Brothers или ранние Beatles.

## Видеоклип
Видеоклип был снят в чёрно-белых тонах. Продюсером и режиссёром стали Джонатан Дэйтон и Валери Фарис. В начале клипа Пэт Бэджер выключает свой усилитель и кладёт бас-гитару, а Пол Гири — свои барабанные палочки. Затем Нуно и Гэри исполняют песню, в то время как другие участники группы находятся перед ними.

## Места в хит-парадах
23 марта 1991 года «More Than Words» появилась в американском чарте Billboard Hot 100 на 81 месте и вскоре достигла вершины. Песня также поднялась на второе место в Великобритании, где группа была популярна и ранее, до успеха в США. Хотя Extreme и попадали в европейские чарты ранее, вместе с «More Than Words» к группе пришёл первый крупный успех в Соединённых Штатах. Вслед за «More Than Words» Extreme выпустили другую акустическую балладу «Hole Hearted». Она достигла четвёртого места в американском хит-параде и поднялась на третье место в Канаде.

## Список композиций
Макси-CD
1. «More Than Words» — 5:33
2. «Kid Ego» — 4:04
3. «Nice Place to Visit» — 3:16

Сингл
1. «More Than Words (remix)» — 3:43
2. «Nice Place to Visit» — 3:16

## Хит-парады
| Чарт (1991)                         | Высшая позиция |
| ----------------------------------- | -------------- |
| Австралия (ARIA)                    | 2              |
| Австрия (Ö3 Austria Top 40)         | 13             |
| Бельгия/Фландрия (Ultratop 50)      | 1              |
| Канада (RPM Top Singles)            | 1              |
| Канада (RPM Adult Contemporary)     | 2              |
| Финляндия (Suomen virallinen lista) | 6              |
| Франция (SNEP)                      | 8              |
| Германия (GfK)                      | 8              |
| Ирландия (IRMA)                     | 2              |
| Нидерланды (Dutch Top 40)           | 1              |
| Нидерланды (Single Top 100)         | 1              |
| Новая Зеландия (Recorded Music NZ)  | 1              |
| Норвегия (VG-lista)                 | 4              |
| Швеция (Sverigetopplistan)          | 4              |
| Швейцария (Schweizer Hitparade)     | 3              |
| Великобритания (OCC UK Singles)     | 2              |
| США (Billboard Hot 100)             | 1              |
| США (Billboard Adult Contemporary)  | 2              |
| США (Billboard Mainstream Rock)     | 12             |

## Сертификации
| Регион                                                      | Сертификация | Продажи  |
| ----------------------------------------------------------- | ------------ | -------- |
| Австралия (ARIA)                                            | Платиновый   | 70 000^  |
| Канада (Music Canada)                                       | Платиновый   | 100 000^ |
| Нидерланды (NVPI)                                           | Золотой      | 75 000^  |
| Швеция (GLF)                                                | Золотой      | 25 000^  |
| Великобритания (BPI)                                        | Серебряный   | 200 000^ |
| США (RIAA)                                                  | Золотой      | 500 000^ |
| ^ Данные о тиражах приведены только на основе сертификации. |              |          |